# Ferrovie Appulo Lucane
La Ferrovie Appulo Lucane S.r.l. è un'azienda italiana operante nell'ambito dei servizi di trasporto ferroviario passeggeri, di proprietà del Ministero delle infrastrutture e dei trasporti. È nata nel 2001 dalla precedente gestione commissariale governativa, a sua volta nata dalla scissione delle Ferrovie Calabro Lucane nel 1989. Tale azienda ha in carico la gestione delle linee a scartamento ridotto (950 mm) fra la Puglia e la Basilicata, operando in qualità di gestore dell'infrastruttura e – come impresa ferroviaria – dei servizi ferroviari su dette linee per conto delle citate regioni, oltre che di numerose autolinee nella medesima area. 

## Storia

### Dalla nascita delle ferrovie fino al nuovo millennio
La storia delle Ferrovie Appulo Lucane incomincia nel 1915 sotto l'identità di MCL (Società Mediterranea Calabro-Lucane).

La prima linea inaugurata fu la Bari - Matera, di 76 km, entrata in esercizio il 9 agosto 1915.

Negli anni a cavallo tra il 1920 e il 1930 la linea fu prolungata fino a Miglionico e Montalbano Jonico, passando quindi ad una lunghezza di 142 km.

La seconda linea inaugurata, fra il 1930 e il 1934, fu la Altamura - Avigliano Lucania - Potenza, con la diramazione Avigliano Lucania - Avigliano Città.
Nel 1961 a seguito di un grave incidente, causato dalla scarsissima manutenzione, venne revocata la concessione alla Mediterranea (MCL) e venne istituita al suo posto la Gestione commissariale governativa della intera rete ferroviaria Calabro-Lucana, nascono, quindi, le Ferrovie Calabro-Lucane (FCL).

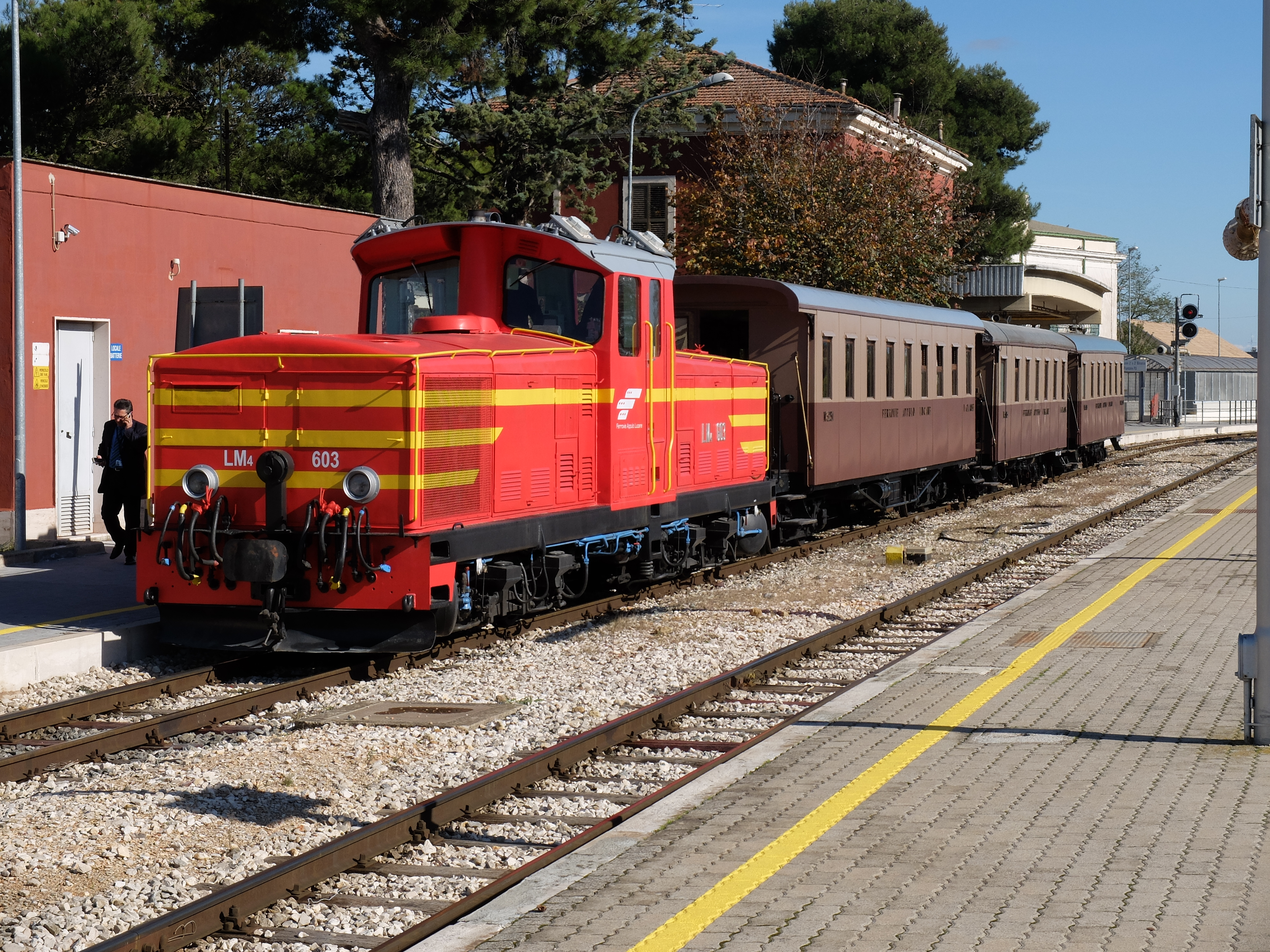
Un treno storico FAL, modello LM4 603

Negli anni settanta, con la creazione e il miglioramento della rete stradale, ci fu una progressiva soppressione del servizio ferroviario fino ad arrivare all'attuale rete di trasporto, che comprende un miglioramento ed un ammodernamento del tracciato originario, incluso quello nel corso del 2001 della variante di Marinella sulla linea Bari - Matera.
Nel 1989 la rete venne scissa nelle due gestioni governative delle Ferrovie della Calabria (FC) e delle Ferrovie Appulo Lucane (FAL) segnando la prima fase dell'atto di nascita delle stesse.

### FAL nel XXI secolo
Il 1º gennaio 2001 la società Ferrovie Appulo-Lucane S.r.l. subentrò alla Gestione Commissariale Governativa delle Ferrovie Appulo Lucane ed Autoservizi Integrativi istituita nel 1990, ereditando un sistema di trasporto molto obsoleto, che si era parecchio allontanato dagli standard di qualità e durata di un viaggio ordinario.
Successivamente al 2008 le Regioni Puglia e Basilicata destinarono 300 milioni di euro agli investimenti per il servizio ferroviario, grazie al quale vennero installati impianti di sicurezza per il traffico ferroviario, furono acquistate emettitrici di biglietti, venne parzialmente rinnovato l'armamento e furono ordinati nuovi treni e autobus.

## Rete

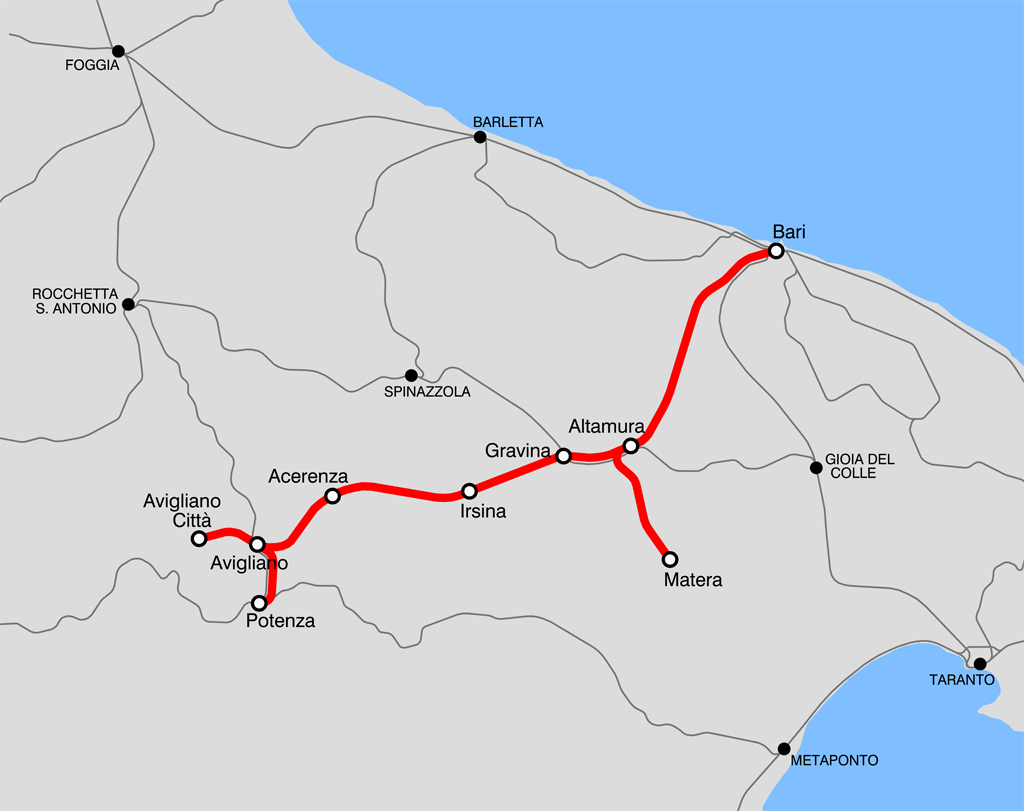
La rete delle Ferrovie Appulo Lucane.

Le FAL rappresentano il gestore di infrastruttura delle seguenti linee:
- Bari - Altamura - Matera, 76 km, inaugurata nel 1915
- Altamura - Avigliano Lucania - Potenza, 100 km, inaugurata nel 1930-34
- Avigliano Lucania - Avigliano Città, 8 km, inaugurata nel 1930

## Dati di produzione
Nel 2013 FAL effettuava 1.481.569 chilometri di servizi ferroviari e 3.616.798 chilometri di servizi autoviari.
Il personale in servizio nel 2013 risultava pari a 628 unità.

## Materiale rotabile

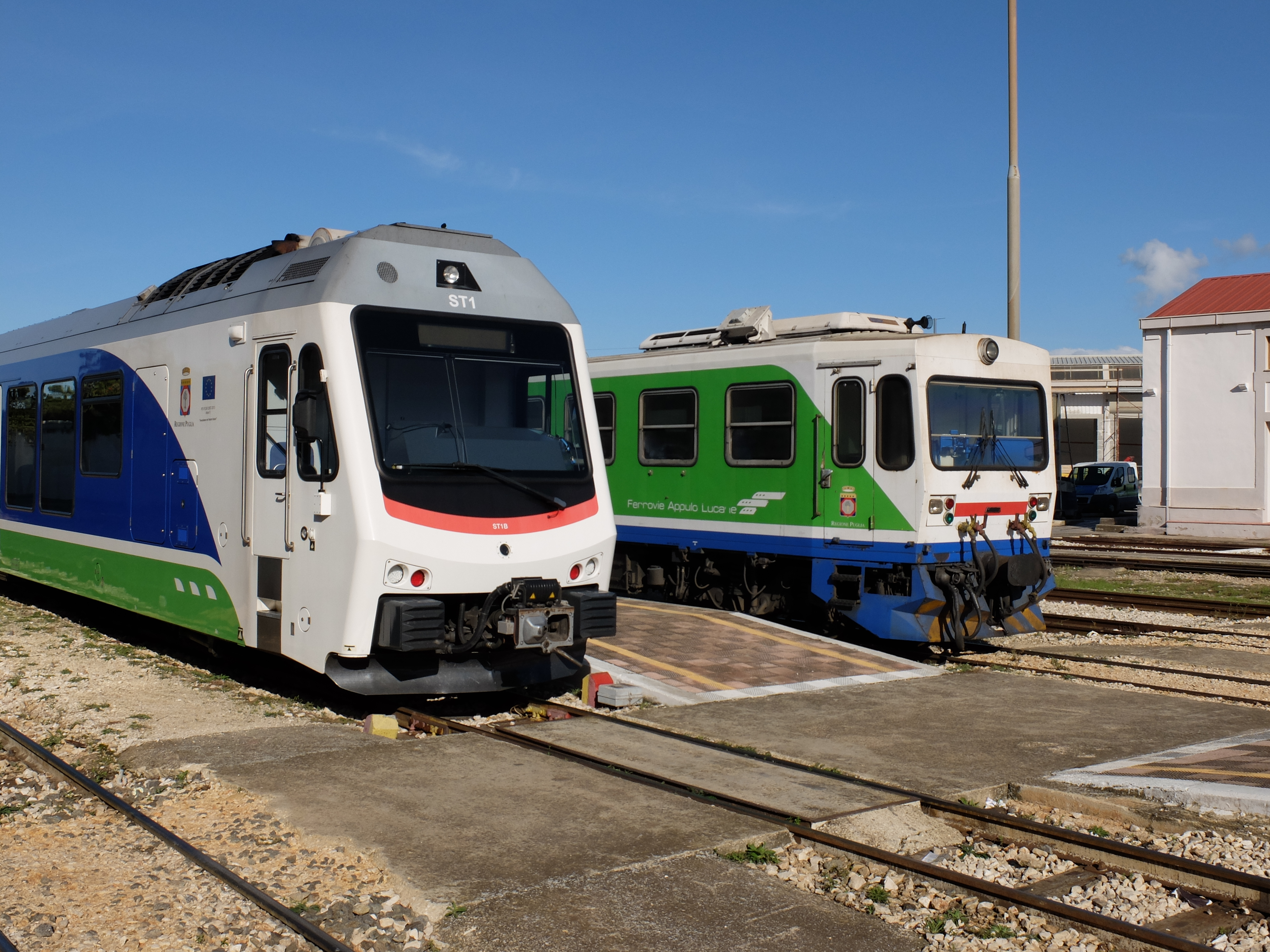
ST1+M4 (Bari Scalo)

Il parco rotabile delle FAL si compone di:
- Automotrici Fiat M4: di queste si compone, oggi, principalmente il parco rotabile. Le FAL, in particolare, usano le serie 300 e 350 di queste automotrici. La serie 300 è stata costruita tra il 1987 e il 1989, mentre, la serie 350 è stata costruita tra il 2000 ed il 2001. Tra le due serie non troviamo rilevanti differenze tecniche, cambiano appena gli interni delle automotrici di serie 350 che sono state concepite per il trasporto pendolare, tant'è che hanno un numero inferiore di sedili, in favore di maggiori spazi per garantire un'alta capacità di queste nelle ore di punta. Nel 2008, nell'ambito del miglioramento del servizio offerto ai passeggeri, le Automotrici Fiat M4 sono state oggetto di restyling, avvenuto presso le stesse officine FAL. Questa operazione ha portato al cambio della selleria, delle porte, all'installazione dell'aria condizionata, di cui fino ad allora tutte le automotrici erano sprovviste e al rimpiazzo della vecchia illuminazione con lampadine a Led. Queste automotrici sono omologate per raggiungere la velocità massima di 100 km/h.
- Automotrici M2 costruite da Breda: queste automotrici sono state quasi tutte sostituite dalle Automotrici Fiat M4 e scompariranno quando tutti i nuovi convogli della società svizzera Stadler Rail saranno entrati in funzione. Oggi se ne può vedere qualche esemplare nelle officine FAL di Potenza e di rado sono utilizzate a livello metropolitano nelle linee FAL di Potenza. Queste automotrici erano omologate per raggiungere la velocità massima di 90 km/h.
- Automotrici Stadler, di cui:

11 convogli a due casse bloccate (SB) fornite da Stadler nel 2012-2013. Tali convogli possono arrivare a trasportare circa 200 passeggeri (100 posti a sedere, 10 strapuntini e 86 posti in piedi). Entro il 2025 è prevista la trasformazione di tutti i convogli SB in treni a 3 casse (chiamati SBT per distinguerli dagli ST originali a tre casse).
6 convogli a tre casse bloccate (ST) fornite da Stadler nel 2012-2013. Tali convogli possono arrivare a trasportare circa 300 passeggeri (155 posti a sedere, 14 strapuntini e 151 posti in piedi). Al 2024 sono stati consegnati altri 9 convogli per un totale di 15 ST.